# Annały (epos)

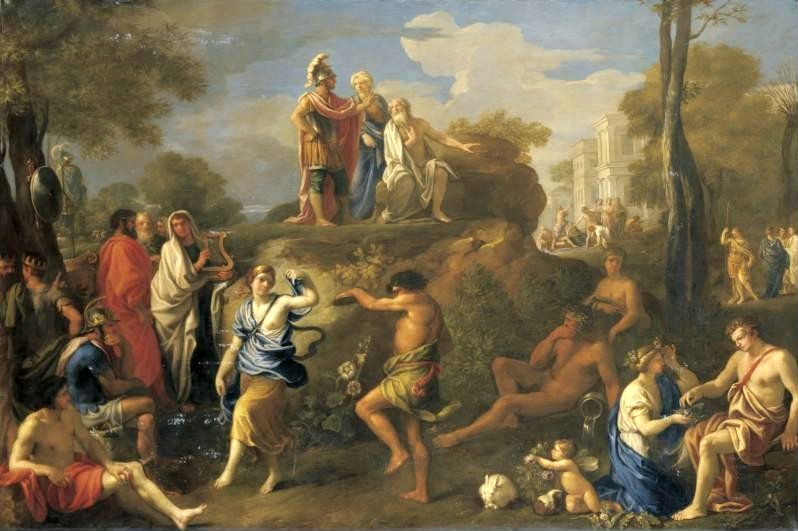
Alexandre Ubeleski, Eneasz i Anchizes

Annały (łac. Annales), znane też jako Roczniki – epos rzymskiego poety Enniusza, który uchodzi za ojca literatury w języku łacińskim. Annały są poetycką wizją historii Italii i samego Rzymu od czasów przybycia Eneasza, mitycznego przodka Rzymian. Epos Enniusza był pierwszym obszernym poematem bohaterskim napisanym po łacinie. Był też zarazem pierwszym utworem rzymskim, w którym zastosowany został heksametr daktyliczny, zaadaptowany z klasycznej literatury greckiej, przede wszystkim z epickiej twórczości Homera. Annały pełniły rolę narodowego eposu Rzymian aż do czasu pojawienia się Eneidy Wergiliusza. Nie zostały jednak od razu zapomniane. Największą popularnością cieszyły się w II wieku po Chrystusie, kiedy nastąpił zwrot do najdawniejszych tradycji. Później jednak, w okresie schyłkowym Imperium, wyszły z obiegu czytelniczego. Ponieważ nie budziły zainteresowania czytelników, nie były kopiowane i w większej części zaginęły. Z osiemnastu ksiąg pozostało tylko około sześciuset wersów.
Fragmenty Annałów przełożył na język polski Edward Grabowski. Zostały one zamieszczone w pierwszym tomie antologii Piotra Chmielowskiego Obraz literatury powszechnej w streszczeniach i przykładach.